# Sistemska skleroza
Sistemska skleroza (SSc), (engl. systemic sclerosis, systemic scleroderma.), od (grč. „sklerosis“) - što znači tvrdoća, i (grč. „derma“) - što znači koža, ili doslovno prevedeno tvrda koža, je hronična sistemska autoimunska bolest, koju karakteriše oštećenje malih krvnih sudova kože i unutrašnjih organa i povećano stvaranje vlakana vanćelijskog veziva i njihovo taloženje u zidovima krvnih sudova, kože i unutrašnjih organa. Taloženje vlakana vanćelijskog veziva manifestuje se kliničkom slikom bolesti - tvrdom, zadebljalom kožom (sklerodermija) i promena na visceralnim organima. Težina bolesti zavisi od stepena oštećenja važnih unutrašnjih organa, pre svega bubrega, pluća, srca i digestivnog sistema.
Sistemska skleroza se najčešće javlja kod osoba između 30 i 50 godina života i tri do četiri puta je češća kod žena. Prevalenca bolesti je 10-20 slučajeva na 100.000 osoba, a Incidenca je 1-2 slučaja na 100.000 osoba godišnje.

## Epidemiologija
Epidemiološka istraživanja učestalosti javljanja sistemske skleroze (SSc) u južnoj Evropi, na osnovu studije sprovedene u regionu Lugo (Lugo) u severozapadnoj Španiji od januara 1988 do decembra 2006, kod 78 Lugonjaca obolelih u tom periodu (prema kriterijumima koje su predložili Leroj (LeRoy) i Medsgar (Medsger) 1980 sa Američkog koledža za reumatologiju) dobijeni su sledeći rezultati;
Morbiditet
- Prosečna starost bolesnika sa sistemskom sklerozom u vreme dijagnostikovanja bolesti bila je 59,8 godina
- Sistemska skleroza se javila u (29,5%) a ograničena u 55 (70,5%) bolesnika.
- Godišnja stopa incidence bila je 2,3 slučaja na 100.000 stanovnika, i bila značajno veća u osoba starosti 45 godina ili starijih.
- Učestalost razboljevanja između polova je bila; žene (3,5) : muškarci (1)
- Prevalenca sistemske skleroze je bila 1,2 na 100.000 stanovnika i to kod žena: 1,8 i 0,7 kod muškaraca i pokazivala je tendenciju postepenog uvećanja ukupne stope učestalost pre svega kod žena između 1993 i 2002.
- Kardiopulmonalne komplikacije su bile vodeći uzrok smrti kod sistemske skleroze u 13 od 20 slučajeva, uz značajno smanjenje verovatnoće preživljavanja u poređenju sa opštom populacijom (na nivou značajnosti p<0,001)

Ostale slične studije sprovedene u zadnje vreme u severozapadnoj Španiji su sa približno istim podacima kao u studijama sprovedenim u Grčkoj i nekim regionima SAD.
Istraživanja sprovedena u SAD, iznose podatak da je sistemska skleroza u Americi retka bolest, koja se dijagnostikuje u otprilike 67 muškaraca i 265 žena na 100.000 ljudi svake godine. Na svetskom nivou; iste studije procjenjuju, da se sistemska skleroza javlja u 2,3 do 10 ljudi na 1 milion. Sistemska skleroza je retkost u stanovnika Japana i Kine.
Rasne razlike
Većina istraživanja sprovedena kod osoba obolelih od sistemske skleroze su pokazala da etnička pripadnost značajno utiče na oboljevanje od sistemske skleroza. Podaci dobijeni opširnim epidemiološkim istraživanjima sprovedenim kod osoba bele i crne rase, pokazuju da se bolest javlja skoro dvostruko češće kod osoba crne rase. Japanski bolesnici imaju manju prevalencu od belaca. Najviša stopa razboljevanja je opisana u američkih Čokto indijanaca (engl. Choctaw Native Americans).
Kod crne rase bolest se javlja u ranijoj životnoj dobi, sa učestalijim i izraženjim difuznim promenama u koži, plućima i sveukupno gledano lošijom prognozom bolesti u odnosu na belu rasu.
Ova zapažanja je potvrdilo i istraživanje sprovedeno u županiji Sena-Sen-Deni u predgrađu Pariza, gde živi 1.094.412 odraslih osoba (starijih od 15 godina), među kojima su 26% osobe neevropskog porekla, uglavnom iz severne i podsaharske Afrike, Azije i Kariba, dala su sledeće rezultate: ukupna prevalenca sistemske skleroze (na miliona odraslih) je bila 158.3 i bitno se razlikuje u odnosu na prevalencu kod autohtonih Evropljana kod kojih ona iznosi 140.2. Prema zaključcima iz ove studije veća učestalost sistemske skleroze u heterogenim sredinama verovatno je posledica potencijalnog uticaja etničkog porekla na patogenezu sistemske skleroze
Kao mogući razlog epidemioloških razlika između etničkih grupa navode se sledeće činjenice;
- Kod bele rase je prisutna velika učestalost anticentromernih antitela (što je povezano sa pojavom ograničenih promena u koži i manje izraženom plućnom fibrozom),
- Kod crne rase je prisutan veći nivo antiribonukleoproteina i fibrillarin autoantitela, i drugih nukleolarnih antitela (što se povezuje sa lošijom prognozom bolesti).

Etničke razlike su su takođe uočene i kod glavnih kompleksa histokompatibilnog gena, kao što su;
- (fibrilin) gen, u Čokto indijanaca i japanaca i
- (osteonektin - inhibitor angiogeneze) u belaca, latinoamerikanaca i Čokto indijanaca

...„Iako navedeni faktori ne isključuju u potpunosti i socioekonomske činioce koji su povezani sa etničkom pripadnošću, ipak nacionalnosti ima važan utecaj na patogenezu sistemska skleroza, možda zbog genetskih faktora...“
Polne razlike
Učestalost oboljevanja od sistemske skleroze kod žena je značajno veća, nego kod muškaraca. U Španiji, žene u proseku obolevaju 3,5-6 puta češća od muškarce. Međutim, difuzni oblik sistemske skleroze (dSSc) se javlja podjednako kod muškaraca i žena, dok se ograničen oblik sistemske skleroze (lSSc) učestalije javlja kod žena u odnosu 10:1.
Mortalitet
Stopa smrtnosti je u porastu u SAD-u i Evropi, i kreće se 3,08 na 1 milion. Promene na bubrezima i plućima najčešći su uzrok smrti u bolesnika sa sistemskom sklerozom. Plućna hipertenzija dovodi do 12% smrtnih ishoda u sistemskoj sklerozi. Fibrozne promene na plućima i srcu uzrokuju smrt u 9% bolesnika sa sistemskom sklerozom.

## Etiologija
Uzrok sistemske skleroze nije poznat, kao i zašto se ona četiri puta češće javlja kod žena u odnosu na muškarce, a nepoznata je i uloga ženskih hormona u nastajanju bolesti.
Takođe nema sigurnih dokaza da su nasleđe, infekcija, fizički ili hemijski činioci presudni za nastanku bolesti. Ali zato su naučnici sigurni da je sistemska skleroza nezarazna bolest koja se ne prenosi se na druge ljude.
Izlaganje organizma nekim hemijskim materijama ili lekovima može izazvati pojavu bolesti sa kliničkom slikom sličnoj sistemskoj sklerozi. Te materije su vinil hlorid monomer, benzen, toluen, trihloretilen, a od lekova pentazocin,l-triptofan, bleomicin. Pretpostavlja se da ove materije svoj uticaj ispoljavaju na endotelnim ćelijama krvnih sudova.
Nije sasvim razjašnjeno da li faktori rizika iz životne sredine izazivaju sistemsku sklerozu samo kod nasledno sklonih osoba, ili dovoljno jak štetni uticaj iz životne sredine može izazvati bolest i kod osoba bez značajne nasledne sklonosti, a slabiji štetni uticaj samo kod osoba sa genetskom predispozicijom.
Mogući etiološki činioci iz životne sredine povezani sa pojavom sistemske skleroze
| Poreklo činilaca                | Vrste činilaca |
| ------------------------------- | --- |
| Činioci iz radne sredine        | - Silikoza (verovatno udružena sa radioaktivnim zračenjem) - Izloženost vibracijama iz radne sredine - Organski rastvarači (toluen, benzen, ksilen) - Vinil hlorid (monohloretilen) - Epoksidne smole - Pesticidi |
| Lekovi i dijagnostička sredstva | - Amino kiseline L-5-triptofan - Praktolol - Vitamin K - Bleomicin - zračenje |
| Hrana                           | - Zagađeno ulje uljane repice |
| Kozmetička sredstva             | - Boje za kosu - Implantati (silikonski ili parafinski) |

## Patofiziologija
Sistemska skleroza je kao i mnoge druge autoimunske bolesti poremećaj, u kome sopstveni imunski sistem, iz nepoznatih razloga, napada vlastito telo. Ona je najkraće rečeno skup simptoma bolesti, koje karakteriše abnormalni rast vezivnog tkiva u potpornom aparatu kože i unutrašnjim (visceralnim) organima.
U nekim oblicima dominira skleroderma, težak oblik zadebljanja kože. Dok su kod drugih oblika, promene mnogo dublje, sa teškim oštećenjima krvnih sudova unutarašnjih organa, srca, pluća i bubrega.
Glavni patofiziološki mehanizmi u toku razvoja sistemske skleroze su inicijalno izazvani poremećenom ravnotežom metabolizma vezivnog tkiva koji za posledicu ima pojavu fibroze koju prati; 
- Suženje lumena malih krvnih sudova ili potpuno začepljenje i razaranje njihovog zida. Funkcionalne promene endotela malih krvnih sudova nastaju zbog reperfuzionog oštećenja (suženja lumena) koje nastaje kao posledica intenzivnog vazospazma, kao i pod uticajem nagomilanih reaktivnih vrsta kiseonika.[12]
- Oštećenje endotela, a zatim i drugih struktura malih krvnih sudova;
- Aktivacija ćelija imunskog sistema. Nesporno je dokazano da ćelije imunskog sistema i ćelijski medijatori interreaguju sa endotelom, fibroblastima i ekstraćelijskim matriksom i stimulišu nastanak fibroze.[3]
- Pojačano stvaranje vanćelijskih vezivnih vlakana. Fibroblasti oboleli od sistemske skleroze pojačano stvaraju kolagen tip I i III, u manjoj meri i tipove IV i VI, fibronektin i proteoglikana.[13]

Prvi znaci patoloških promena koje se javljaju kao preteča razvoja sistemske skleroze, su promene na malim krvnim sudovima izazvane nakupljanjem mononuklearnih ćelija, pretežno T limfocita, oko krvnih sudova kože i na granici između kože i potkožnog masnog tkiva. Nedovoljno poznat i izučen, uzročnik pokreće mehanizam oštećenja endotela koji se sigurno javlja pre pojave zapaljenja  i dovodi do oštećenja endotelnih ćelija krvnih sudova i aktivira odbrambeni sistem organizma, koji pokrenut ovim promenama podstiče i pojačava dalje oštećenje endotelnih ćelija uvećanim stvaranjem interleukina 2 (IL-2) i drugih citokina koji aktiviraju ćelije T. Neke od tako aktiviranih ćelije T imaju sposobnost da „ubiju“ sopstvene endotelne ćelije, što rezultuje značajnim smanjenjem i/ili uništenjem većine kapilara kože.
Pored aktiviranja ćelijskog imunskog odgovora, u sistemskoj sklerozi postoji i pojačana aktivnost humoralnog imunskog sistema.
... „Kod oko 95% bolesnika sa sistemskom sklerozom otkrivaju se antinukleusna antitela (ANA) na HEp-2 ćelijama kao supstratu. Neka od specifičnih antinukleusna antitela pretežno se nalaze u pojedinim kliničkim oblicima bolesti. U lakšem obliku sistemske skleroze, (ograničenoj sistemskoj sklerozi), često se javljaju anticentromerna antitela (ACA) i antitela na Th nukleolusni antigen, dok se u težem obliku sistemske skleroze, (difuznoj sistemskoj sklerozi), češće nalaze antitela na topoizomerazu I (ATA), -RNA}- polimerazu III (ARA) i U3 ribonukleoprotein (U3RNP)...“

## Podela
-ova podela sistemske skleroze
| Podela                                                                 | Grupe |
| ---------------------------------------------------------------------- | --- |
| Progresivna sistemska skleroza (sklerodermija sa sistemskim promenama) | - Rejnoov fenomen i sklerodaktilija - prvo se javlja Rejnoov fenomen a kasnije se razviju promene na koži prstiju i vratu, disfagija a u nekim slučajevima visceralne promene. - Akroskleroza - Rejnoov fenomen i proširene kožne promene na šakama, licu i podlakticama. Dodatne promene su teleangiektazije, kalcinoza i lakša progresivna zahvaćenost pluća, bubrega i srca. - Sistemska sklerodermija sa difuznim kožnim promjenama - pacijenti imaju proširene kožne i visceralne promjene, uz brzi napredak bolesti do smrti. |
| Lokalizovana sklerodermija (bez sistemskih promena)                    | - Lokalizovane promene - ograničene na kožu i potkožno tkivo, sa diskretnim, eritematoznim, diskoidnim plakovima praćenim omekšanjem kože i ponekad, hemiatrofijom, najčešće na licu. - Linearna sklerodermija - skleroza kože udova ili glave, najčešće u dečjem uzrastu. Induracija se proteže u dublja tkiva, dovodi do fibroze i fiksacije okolozglobnih struktura, što bolesniku otežava pokret. |

## Klinički oblici i klinička slika
Sistemska skleroza (SSc) se u kliničkoj praksi sreće u dva glavna oblika;
- Ograničena (limitirana) sistemska skleroza
- Difuzna sistemska skleroza (dSSc).

Ovi oblici se podjednako često javljaju, ali se međusobno značajno razlikuju po težini kliničke slike i prognozi bolesti. Razvrstavanje bolesnika sa pojedinim oblikom bolesti vrši se na osnovu rasprostranjenosti sklerodermnih promena.
Klinički oblici sistemske skleroze
| Klinički oblik                        | Rasprostranjenost sklerodermije |
| ------------------------------------- | --- |
| Ograničena (limitirana) (lakši oblik) | Sklerodermija ograničena na kožu distalno od laktova (šake i podlaktice), kolena (stopala i potkolenice) i ključnih kostiju (lice i vrat) |
| Difuzna (teži oblik)                  | Sklerodermija kože trupa uz sklerodermne promene na licu, vratu i proksimalnim i distalnim delovima udova                                 |

Klinička slika ograničene (limitirane) sistemske skleroze obično počinje Rejnoovim fenomenom koji traje godinama pre pojave drugih simptoma i znakova. Zatim se javlja difuzni otok prstiju šaka, a nakon nekoliko meseci ili godina sklerodaktilija.
Klinička slika difuzne sistemske skleroze, (teži oblik bolesti), obično počinje istovremenom pojavom (u razmaku od nekoliko nedelja ili meseci) Rejnoovog fenomena, difuznog otoka šaka i bolova u zglobovima. Sklerodermija započinje na prstima šaka, ali se brzo pogoršava i širi, i za nekoliko meseci do nekoliko godina zahvata i proksimalne delove udova i trup.

### Opšte promene

#### Manifestacije promena
Promene u sistemskoj sklerozi nastaju postupno;
- Prvo pojavom Rejnoovog fenomena, koji može biti ispoljen godinama (ponekad decenijama) pre pojave promena na koži kod ograničenog (limitiranog) oblika ili ispoljen u toku jedne godine od pojave kožnih promena kod difuzne kožne sistemske skleroze.[15]
- Zatim postupnim zadebljanjem kože. Sklerodermne promene, kod ograničenog (limitiranog) oblika, uglavnom su ograničene na šake i podlaktice (do laktova), lice i vrat (do ključnih kostiju), stopala i potkolenice (do kolena). Dok kod difuzne, kožne sistemske skleroze, sklerodermne promene zahvataju kožu udova i trupa. Kod nekih bolesnika može se javiti mišićna slabost (u oko 10% bolesnika) i disfagija (poremećaj gutanja) i bez manifestnih promena na koži.
- Daljim napredovanjem bolesti, promene kože postaju najizraženiji klinički znak. Otok kože prelazi u kruta otvrdnuća, najizraženija na prstima, licu i dorzumu šaka i stopala.
- Vremenom se promene šire na sve delove udova, trup, perioralno područje,[16] a koža postaje sjajna i glatka. Mogu se javiti i melanotične hiperpigmentacije, vitiligo i teleangiektazija, potkožne kalcifikacije, nodularne lezije koje mogu egzulcerirati, naročito na vrhovima prstiju, često i sa sekundarnom infekcijom.
- Opšta slabost i malaksalost javlja se u oko 80%, a bolovi u zglobovima u oko 15% bolesnika.[17]

#### Sistemske promene
Su različite u zavisnosti od lokalizacije i obima zahvaćenosti pojedinih područja i mogu sa ispoljiti kao; 
Oštećenje gastrointestinalnog trakta
Ovo je najčešća visceralna manifestacija SSc. Oštećenje-erozijom jednjaka prisutna je u 75-90% bolesnika, želuca u najmanje 50%, tankog creva u 20-50% i debelog creva u 50-70% bolesnika sa sistemskom sklerozom. U početnom stadijumu dominira poremećaj autonomne (holinergičke) inervacije bez značajnih morfoloških promena, dok u kasnijem stadijumu dolazi do atrofije glatkih mišićnih ćelija i fibroze zida šupljih organa. Ove promene dovode do poremećaja u peristaltici, ekskretornoj i apsorpcionoj funkciji organa za varenje sa pratećom simptomatologijom u vidu disfagije, gorušice (gastro-ezofagealnog refluksa), hematemeze, melene, rastezanja u trbuhu i perforacije creva.
Oštećenje pluća
Najčešće nastaje u kasnijoj fazi bolesti, i ispoljava se u vidu dispneje (nedostatka vazduha), prvo u miru a kasnije u toku napora, praćena suvim kašaljem kao i restriktivnim i opstruktivnim tegobama. Oštećenje pluća je najčešći uzrok prevremene smrti bolesnika sa sistemskom sklerozom. Postoje dve osnovne kliničke manifestacije oštećenja pluća: intersticijska fibroza i plućna hipertenzija
Bubrežne promene
Nastaju veoma brzo, sve do insuficijencije, uremije i hipertenzije. Kod bolesnika sa difuznom sistemskom sklerozom i antitelima na RNA-polimerazu III prisutan je najveći rizik da obole od oštećenja bubrega. Poseban faktor rizika je prethodna terapija kortikosteroidima (u dozi većoj od 15 mg prednizolona dnevno). Klasična klinička oštećenja bubrega u sistemskoj sklerozi je tzv. “sklerodermna bubrežna kriza”, koja se manifestuje naglim porastom krvnog pritiska, glavoboljom, vidnim poremećajima, srčanom insuficijencijom, perikardnim izlivom, hemolitičkom anemijom i trombocitopenijom. Bubrežne promene u “sklerodermnoj bubrežnoj krizi” ne moraju uvek biti praćena porastom krvnog pritiska, tako da se razlikuju dva tipa “sklerodermne bubrežne krize”: hipertenzivna i normotenzivna.
Srčane smetnje
Uljučuju perikarditis i miokardijalnu fibrozu, kongestivnu srčanu dekompenzaciju. Promene na srcu su veoma česte u sistemskoj sklerozi bitno utiču na prognozu bolesti. Kardiološke manifestacije mogu se okvirno podeliti na; primarne i sekundarne.
 U primarne promene se ubrajaju: 1. autonomna neuropatija (manifestuje se sinusnom tahikardijom), 2. fibroza miokarda u vidu “krpica”, 3. suženje malih intramiokardnih grana koronarnih arterija, 4. fibroza perikarda sa ili bez perikardnog izliva.
Koronarna rezerva je kod bolesnika sa SSc značajno redukovana. Srčana insuficijencija je najčešće posledica sistolnog opterećenja desne komore (zbog plućne hipertenzije) ili leve komore (zbog arterijske hipertenzije u sklopu oštećenja bubrega).
Žutica
Kao simptom žutica može biti praćena, svrabom, hepatomegalijom (uvećanje jetre), neuropatijom i neurološkim poremećajima i anemijom.
Mišićne promene
Ove smetnje sreću se u oko 70% bolesnika, u obliku blago progresivne miopatije, u obliku zapaljenja koju nije moguće razlikovati od dermatomiozitisa i mišićne slabosti povezane sa generalizovanim neuropatskim poremećajem.

#### Promena na zglobovima tetivama i mišićima
Promene na zglobovima
Ove promene mogu se javiti kao inicijalna manifestacija bolesti u 12 do 65% bolesnika, a nešto kasnije kod gotovo svih bolesnika. Bolest najčešće zahvata prste, ručne zglobove i gležnjeve. Zglobne promene se mogu javiti kao;
- Akutni oblik, se brzo se razvija, kratkog je trajanja i najčešće bez znakova hroničnog toka.
- Postepeni (intermitentni) oblik; karakteriše oligozglobnim i polizglobnim promenama. Kod ovog oblika zglobne promene su slične reumatoidnom artritisu. (otok, jutarnja ukočenost, bol, crvenilo i toplota). Otok je manje izražen.

Promenama na tetivama
Tetiva koje su zahvaćene promenama kao i tetivne ovojnice i burze karakterišu se pojavom krepitacija (pucketanja) izazvanog taloženjem fibrina na njihovim površinama. Moguće su i kompresije živaca, npr. medijanusa u karpalnom kanalu šake, a razvijaju se i fleksijske kontrakture prstiju šaka, ručnih zglobova i laktova.
Promene se nalaze u do 70% bolesnika: blago progresivna miopatija, upalna bolest koju nije moguće razlučiti od dermatomiozitisa i mišićna slabost povezana s generaliziranim neuropatskim procesom.
Mišićna slabost
Slabost je uglavnom lokalizovana u mišićima ramenog i karličnog pojasa, u do 70% bolesnika i može biti posledica miozitisa u okviru sistemske skleroza, malih infarkta mišića izazvanih perifernom vaskulopatijom, fibrozom samog mišića (fibrozirajuća miopatija), kao i sindroma preklapanja sistemske skleroze sa dermato/polimiozitisom.
Miozitis u okviru sistemske skleroze se karakteriše povišenom koncentracijom kreatin kinaze (CK) u serumu. Međutim ukoliko je vrednost CK tri ili više puta veća u odnosu na referentnu, uz pozitivna anti-PM/Scl antitela, treba postaviti dijagnozu sindroma preklapanja sistemske skleroze sa dermato-ili polimiozitisom.

## Dijagnoza
Pravilna dijagnoza i prognoza toka i ishoda sistemske skleroze, zavisi od stepena oštećenja funkcija važnih unutrašnjih organa (pluća, srca, bubrega, organa za varenje). Da li će i u kojoj meri biti zahvaćeni određeni organi nije moguće predvideti tokom bolesti.
U cilju lakše dijagnostike uvedeni su kriterijumi za dijagnozu sistemske skleroze koji se zasnivaju prvenstveno na tipu i rasprostranjenosti kožnih promena (vidi tabelu)
„Da bi se postavila dijagnoza istemske skleroze neophodno je da bude ispunjen glavni („major“) kriterijum ili da su istovremeno prisutna najmanje dva sporedna („minor“) kriterijuma“.
| KRITERIJUMI | PROMENE |
| ----------- | --- |
| Glavni      | - Sklerodermija prstiju šaka i sklerodermija proksimalno od metakarpofalangelanih zglobova |
| Sporedni    | - Sklerodaktilija (sklerodermija prstiju šaka) - Ožiljci na jagodicama prstiju šaka ili smanjenje mase tkiva jagodica prstiju - Obostrana bazalna plućna fibroza (dokazana radiografijom pluća)                                                                  |
| Napomena    | Ovi kriterijumi su stvoreni pre svega za epidemiološka istraživanja i suviše su niske osetljivosti i specifičnosti za kliničku praksu. Na osnovu ovih kriterijuma bolest se otkriva kada je fibroza već značajno napredovala i mogućnosti lečenja su ograničene. |

U praksi je poznato je da se difuzna sistemska skleroza, u odnosu na njen ograničeni oblik, karakteriše mnogo bržim razvojem bolesti i težim oštećenjima na unutrašnjim organima..
 „Uočena je udruženost antitela na topoizomerazu-I sa razvojem intersticijske fibroze pluća, antitela na RNA polimerazu-III sa oštećenjem bubrega i anti-RNP antitela sa plućnom hipertenzijom. Nalaz anti-Ro antitela u SSc prognostički je pokazatelj brzog napredovanja bolesti, sa brzim razvojem oštećenja važnih unutrašnjih organa“.
Zato je rana dijagnoza i praćenje stepena oštećenja tih organa, neophodna za pravovremeno uvođenje pojedinih simptomatskih i imunosupresivnih lekova.

## Diferencijalna dijagnoza
Diferencijalna dijagnoza sistesmke skleroze obuhvata veliki broj bolesti i stanja povezanih sa Rejnoovim fenomenom ili fibrozom.
Diferencijalna dijagnoza sistemske skleroze
| Bolest                                                                | Simptomi |
| --------------------------------------------------------------------- | --- |
| 1. Bolesti koje se klinički ispoljavaju Rejnoovim fenomenom           | - |
| 2. Bolesti koje se ispoljavaju sklerodermijom                         | Prsti zahvaćeni sklerodermijom - Hronično trovanje vinil hlorid monomerom - Vibraciona bolest - Sklerodermija izazvana bleomicinom - Amiloidoza - Dijabetička digitalna skleroza - Akrodermatitis Sklerodermija ne zahvata prste - Lokalizovana sklerodermija - Skleromixedema - Eozinofilni fasciitis - Sindrom eozinofilije-mijalgije - Generalizovana supkutana morfea - Fibroza udružena sa mamoplastikom - Karcinoidni sindrom - Sklerodermija izazvana pentazocinom |
| 3. Bolesti koje se ispoljavaju sličnim oštećenjima unutrašnjih organa | - Primarna plućna hipertenzija - Idiopatska instersticijska plućna fibroza - Primarna bilijarna ciroza - Idiopatski intestinalni hipomotilitet - Kolageni kolitis |

## Terapija
Terapiji sistemske skleroze određen je brojnim poznavanjem patofiziologije bolesti i najčešće joj se u medicinskoj praksi pristupa na jedan od sledeća dva načina; 
- smanjivanjem aktivnosti bolesti.
- lečenjem simptoma poremećaja funkcija određenih organa i organskih sistema

### Smanjivanje aktivnosti bolesti
Smanjivanje aktivnosti bolesti se zasniva na primeni savremenih farmakoloških „intervencija“ koje ispoljavaju svoje dejstvo na jedan od sledećih patogenetskih mehanizama;
- Smanjenje promena u krvnim sudovima.
- Supresija imunoloških poremećaja i zapaljenja.
- Smanjenje fibroblasne aktivnosti.

Mogući terapijski pristup sistemskoj sklerozi
| Mesto delovanja | Lek |
| --------------- | --- |
| Krvni sudovi    | Antikoagulansi • Superoksid-dizmutaza • Oralni prostaciklini • Antagonisti endotelina • Antagonisti angiotenzina |
| Imunski sistem  | Rapamicin • Mikofenolatmofetil • Transplantacija matičnih ćelija                                                 |
| Fibroblasti     | Antagonisti enzima • Pretransplantaciona inhibicija                                                              |

### Lečenje simptoma poremećaja i funkcija
Lečenjem simptoma poremećaja funkcija određenih organa i organskih sistema, sprovodi se u cilju održavanja i poboljšanja njihove funkcije, kao i prevencije vitalnih komplikacija.

#### Opšte mere
Kako je u oko 98% bolesnika prisutan  Rejnoovov fenomen bolesnicima se obavezno savetuj:
- utopljavanje,
- upotreba sedativa
- obavezno prestanak pušenja, upotrebe alkohola i kafe.

Kod sistemske (difuzne) skleroze obavezna je primena krema koje ublažavaju neprijatan osećaj zategnutosti kože.
Stalna primene fizikalne terapije jedan je od osnovnih načina lečenja kod sistemskog oblika skleroze i treba je sprovoditi stalno kako bi se održala snaga mišića, ali se kontrakture ne mogu prevenirati.
Iako se uremija leči dijalizom i transplantacijom, ali i pored toga smrtnost ostaje visoka.

#### Hiperbarična oksigenoterapija
Polazeći od saznanja o terapijskoj efikasnosti hiperbarične oksigenacije u lečenju mnogih bolesti u čijoj osnovi leži nedostatak kiseonika u tkivima (hipoksija), brojna istraživanja su pokazala višestruke mogućnosti primene ove vrste terapije u lečenju sistemskih bolesti.
Od svih sistemskih bolesti vezivnog tkiva primena hiperbarične oksigenoterapije, kao savremene metode lečenja, ima najveće učinke kod bolesnika sa sistemskom sklerozom u svim fazama bolesti,u kojoj nastaje višestepena hipoksija (cirkulatorna, tkivna, ćelijska itd).
Iz patogeneze poremećaja, znamo da u osnovi sistemske skleroze postoji vaskulitis sa promenama na endotelu malih krvnih sudova, koji su zadebljani, suženog promera i samim tim smanjenog protoka krvi. Ove promene na krvnim sudovima imaju za posledicu smanjen priliv kiseonika i metaboličke poremećaje koji izazivaju oslobađanje mnogih medijatora zapaljenja, pre svega reaktivnih vrsta kiseonika (slobodnih radikala), što u krajnjem ishodu rezultuje destrukcijom tkiva. U takvim uslovima normalan dotok kiseonika vezanog za hemoglobin je znatno smanjen, što još više produbljuje hipoksiju u tkivima, koja je (prema brojnim istraživanjima) najodgovornija za nastanak fibroze, jer stimuliše fibroblaste i druge ćelije koje obrazuju kolagen.
Neophodni priliv kiseonika, u količinama koje će zadovoljiti sve metaboličke potrebe bolesnog tkiva, u ovakvim uslovima, moguć je ako se on obezbeđuje u količinama koje su znatno veće od fizioloških (i do 20 i više puta). Ovu vrstu uvećanja koncentracije kiseonika u bolesnim tkivima moguće je postići jedino primenom povećanog pritiska kiseonika (hiperbarične oksigenacije), kada se u krvnoj plazmi uvećava njegovo rastvaranje. Zato se lečenje sprovodi u za to specijalno konstruisanim uređajima, barokomorama u atmosferi 100% kiseonika na pritisku 1,3 do 2 bar-a, od 15 do 20 dana u jednodnevnim seansama u trajanju do 60 minuta.
Nakon 5-6 seansi u barokomori kod bolesnika sa sistemskom sklerozom javlja se smanjenje zategnutosti kože, posle 8-10 seansi smanjuje se otok i nastaje epitelizacija trofičnih promena na vrhovima prstiju šake i stopala, otpornih na raniju terapiju. Bolovi u zglobovima se smanjuju i povećava se njihova pokretljivost kod preko 70,5% bolesnika.
Zapaženi su i povoljni efekti HBOT na organe za varenje, pre svega na funkciju jednjaka, koje prati vrlo brzo izlečenje čira na želucu ako je on bio prisutan. U oko 13% bolesnika popravlja se ventilacija pluća, a kod 80% bolesnik i gasni sastav krvi i popravlja alveolarni gradijent. Takođe se značajno popravljava i glavni znak sklerodermije Rejnoov fenomen. Nakon HBOT povećava se i količina izlučenog ACTH-hormona što znatno smanjuje dnevne doze kortikosteroida. Ovim mehanizmom se može objasniti imunosupresivno delovanje HBOT kod autoimunskih bolesti, kao što je to i sistemska skleroza.

#### Farmakoterapija
Dok ni jedan specifičan lek ne menja prirodni tok, mnogi lekovi deluju na specifične simptome ili oštećenja organskih sistema:
- NSAIL kontrolišu artritis.
- Kortikosteroidi su korisni kod miozitisa ili MCTD.
- Penicilamin, koji se dugo davao protiv zadebljanja kože, u novijim istraživanjima pokazao se neuspešnim.
- Neki od imunosupresiva, uključujući metotreksat, azatioprin i ciklofosfamid, suzbijaju alveolitis.
- Epoprostenol (prostaciklin) i bosentan (antagonist endotelina) poboljšavaju plućnu hipertenziju.
- Blokatori kalcijevih kanala, poput nifedipina, 20 mg 3×/dan PO ili u formulaciji s odgođenim otpuštanjem, ili blokatori angiotenzinskih receptora, poput losartana, 50 mg 1×/dnevno ublažavaju Rejnoovov fenomen.
- Za digitalnu ishemiju dolaze u obzir infuzije prostaglandina E1 (alprostadil), epoprostenola ili α–adrenergičkih blokatora.
- Refluksni ezofagitis se olakšava učestalim malim obrocima, visokim dozama inhibitora protonske pumpe i spavanjem s podignutim uzglavljem. Strikture jednjaka treba povremeno dilatirati, a gastroezofagusni refluks ponekad zahtijeva gastroplastiku.
- Prerastanje intestinalne flore se suzbija tetraciklinom, 500 mg 2×/dan, ili jednim drugim antibiotikom širokog spektra, čime se smanjuju simptomi malapsorpcije.
- Promptna primjena ACE inhibitora u akutnoj renalnoj krizi dramatično popravlja preživljenje, jer kontroliše hipertenzija.

## Prognoza
Smrtnost u bolesnika sa sistemskom sklerozom je veća nego u obolelih od drugih sistemskih i reumatičnih bolesti. Bolest se smrtnim ishodom može završiti u 13 od 20 bolesnika sa promena na visceralnim organima., Zato je pravovremena dijagnostika sistemske skleroze i njeno pravilno lečenje od velikog prognostičkog značaja za bolesnika.
Epidemiološke studije su pokazale da bolesnici sa sklerodermom imaju povećan rizik od pojave kancera. Međutim, potrebne su brojnije studije da bi potkrepile moguću povezanost kožnih i sistemskih sklerodermija i raka dojke.
Danas je savremena medicina postigla napredak u lečenju oboljenja pojedinih organa u okviru sistemske skleroze i time smanjila nepoželjan ishod njihovih komplikacija. Dalja istraživanja treba da omoguće bolje razumevanje patofizioloških mehanizama ovog oboljenja što treba da pruži veću mogućnost razvoja i uvođenje novih oblika lečenja koje će direktno uticati na tok i ishod bolesti, u budućnosti...

## Napomene
1. ↑  Otkrivanje početnog vaskularnog pokretača imunskog odgovora bilo bi presudno za bolje poznavanje patogeneze bolesti i etiološki pristup lečenju.
2. ↑  Uobičajeni fizički nalaz kod bolesnika sa razvijenom fibrozom pluća je prisustvo kasnoinspirijumskih pukota pri auskultaciji.
3. ↑  Plućna hipertenzija se definiše kao porast pritiska u plućnoj arteriji preko 25 mmHg u miru, odnosnu 30 mmHg u toku fizičkog napora. Simptomi nisu dovoljno specifični i ispoljavaju se tek kod uznapredovalog oštećenja pluća. Levo parasternalno odizanje i naglašen drugi ton nad plućnom arterijom govore u prilog hipertrofije desne komore, zbog uznapredovale plućne hipertenzije

## Spoljašnje veze
- „UK Raynaud's & Scleroderma Association”. Архивирано из оригинала 12. 10. 2010. г.
- „Juvenile Scleroderma Network”. Архивирано из оригинала 11. 01. 2008. г. Приступљено 22. 10. 2010.
- Scleroderma Foundation
- „Scleroderma Society of Ontario”. Архивирано из оригинала 29. 01. 2008. г.
- „International Scleroderma Network”. Архивирано из оригинала 13. 01. 2008. г.
- The
- Scleroderma
- „Informacije iz Hiperbarične medicine”. Архивирано из оригинала 25. 03. 2011. г.

|  | Molimo Vas, obratite pažnju na važno upozorenje u vezi sa temama iz oblasti medicine (zdravlja). |